# Ácido α-cetoglutárico
El ácido α-cetoglutárico (ácido alfa-cetoglutárico) es uno de los dos derivados cetona del ácido glutárico. El término ácido cetoglutárico, cuando no se acompaña de explicaciones adicionales, casi siempre se refiere a la variante alfa. El ácido β-cetoglutárico se diferencia solo en la posición del grupo funcional cetona y, es mucho menos común en la naturaleza.
El anión del ácido α-cetoglutárico, se denomina α-cetoglutarato, llamado también a veces oxoglutarato o 2-oxoglutarato, es un importantísimo compuesto biológico. Este cetoácido se produce por la desaminación del glutamato, y es un intermediario en el ciclo de Krebs.

## Ciclo de Krebs
El α-cetoglutarato es un intermediario clave en el ciclo de Krebs, donde aparece después del isocitrato y antes de la succinil CoA. Diferentes reacciones anapleróticas pueden repoblar el ciclo en este punto sintetizando α-cetoglutarato a partir de la transaminación de glutamato, o por medio de la acción de la glutamato deshidrogenasa sobre el glutamato.[cita requerida]

### Formación de aminoácidos
La glutamina se sintetiza a partir del glutamato por medio de la glutamina sintetasa, la cual utiliza ATP para formar glutamil fosfato; este intermediario sufre un ataque nucleofílico por parte del amoníaco para producir glutamina y fosfato inorgánico.

### Transportador de nitrógeno
Otra función es combinarse con el nitrógeno liberado por la célula, previniendo la sobrecarga de nitrógeno.
El α-cetoglutarato es uno de los más importantes transportadores de nitrógeno en las diferentes vías metabólicas. Al ser retirados del aminoácido, los grupos amino de los aminoácidos se unen al α-cetoglutarato por transaminación, y son transportados de esta forma al hígado, donde tiene lugar el ciclo de la urea.[cita requerida]
El α-cetoglutarato se transamina, junto con la glutamina, para formar el neurotransmisor excitatorio glutamato. El glutamato puede descarboxilarse luego a través de un proceso que requiere vitamina B
6, para formar el neurotransmisor inhibitorio GABA.[cita requerida]
Se ha reportado que pueden producirse altos niveles de amoníaco en la sangre luego de una ingesta alta en proteínas, de una exposición excesiva al aluminio, en el síndrome de Reye, en la cirrosis y en los trastornos del ciclo de la urea. En estos casos se compromete el mayor mecanismo detoxificador del amoníaco que es el ciclo de la urea, y empiezan a cobrar mucha importancia los mecanismos detoxificadores basados en la transaminación del oxoglutarato. En estos casos desempeña un papel importante en la detoxificación del amoníaco en el cerebro.

### Relación con el oxígeno molecular
Actuando como cosustrato, desempeña un importante papel en las reacciones de oxidación que involucran al oxígeno molecular.
Muchos organismos utilizan al oxígeno molecular (O
2) por medio de diferentes oxigenasas para producir productos útiles tales como antibióticos, etc. Muchas oxigenasas utilizan al α-cetoglutarato como codonante de electrones, en reacciones donde se oxida simultáneamente con el sustrato principal. De hecho, una de las oxigenasas dependientes de oxígeno, es un sensor de O
2; que le informa al organismo sobre los niveles de oxígeno molecular en el ambiente. 
En combinación con oxígeno molecular, el α-cetoglutarato es uno de los requerimientos para la hidroxilación de la prolina para producir la hidroxiprolina que forma parte del colágeno tipo I.

### Antioxidante
El α-cetoglutarato disminuye los niveles de peróxido de hidrógeno en diferentes cultivos celulares, en estos casos desaparece al ser convertido en succinato.

### Longevidad
Un estudio publicado en mayo de 2014 vincula al α-cetoglutarato con un aumento significativo en la esperanza de vida de gusanos nemátodos.

## Producción
El α-cetoglutarato puede ser producido por:
- Descarboxilación oxidativa del isocitrato por medio de la isocitrato deshidrogenasa;
- Desaminación oxidativa del glutamato por medio de la glutamato deshidrogenasa.

A su vez el α-cetoglutarato puede ser utilizado para producir:
- Creatina-alfa cetoglutarato